# هواء دافع
الهواء الدافع (بالإنجليزية: Bleed air)‏ في محركات عنفة غازية هو  هواء مضغوط يُستخرج من داخل المحرك بعد انتهاء مراحل عمل المكبس وقبل حقن الوقود في آليات الإشعال. وعلى الرغم من إمكانية سحب الهواء الدافع في أي محرك توربيني نظريًا، فإن استخدامه بشكل عام يقتصر على المحركات المستخدمة في صناعة الطائرات. يعد الهواء الدافع ذا قيمة عالية في الطائرات لسببين: وهما درجة الحرارة العالية والضغط المرتفع (حيث تتراوح درجة حرارته عادة بين 200-250°مئوية ويصل الضغط إلى 275 ك باسكال (وهو ما يعادل 40 رطلاً لكل بوصة مربعة)، وذلك بالنسبة للهواء الدافع الذي ينبعث من داخل المحرك الذي يستخدم عادة في الطائرات). ويمكن استخدام هذا الهواء المضغوط في الطائرة بأساليب متعددة؛ مثل إذابة الجليد والحفاظ على توازن الضغط في المقصورة وحتى في المحرك الهوائي. وعلى الرغم من ذلك، يعد الهواء الدافع ساخنًا للغاية، ولكن إذا اُسْتُخْدِم في المقصورة أو في مناطق أخرى تتميز بدرجات حرارة منخفضة، فإنه ينبغي تبريده أولاً أو حتى تجميده من خلال برنامج السيطرة على الأجواء (ECS) الخاص بالطائرة. ونظرًا لأن معظم المحركات العاملة بتوربينات الغاز تستخدم مكابس تعمل على عدة مراحل، يقع مدخل الهواء الدافع في بعض المحركات بين مراحل المكبس وذلك للحد من درجة حرارة الهواء المضغوط. وعلى الرغم من أن بعض الأنواع الأحدث من الطائرات مثل طائرة بوينغ 787 لا تستخدم تقنية الهواء المضغوط تمامًا، ولكنها تقوم بتوليد  هواء مضغوط باستخدام مكابس منفصلة تعمل بالكهرباء. تصدر الكهرباء من المحركات ولكن استخدام مكابس منفصلة يوفر تحكمًا أفضل لضغط الهواء الفائض ودرجة الحرارة علاوة على أنه يقلل من خطورة التلوث الناجمة عن السوائل الموجودة في المحرك (مثل النظام الإلكتروني للتحكم في الثبات) نظرًا لأن الهواء الفائض لا يمر من خلال المحرك.

## استخدام الهواء الدافع

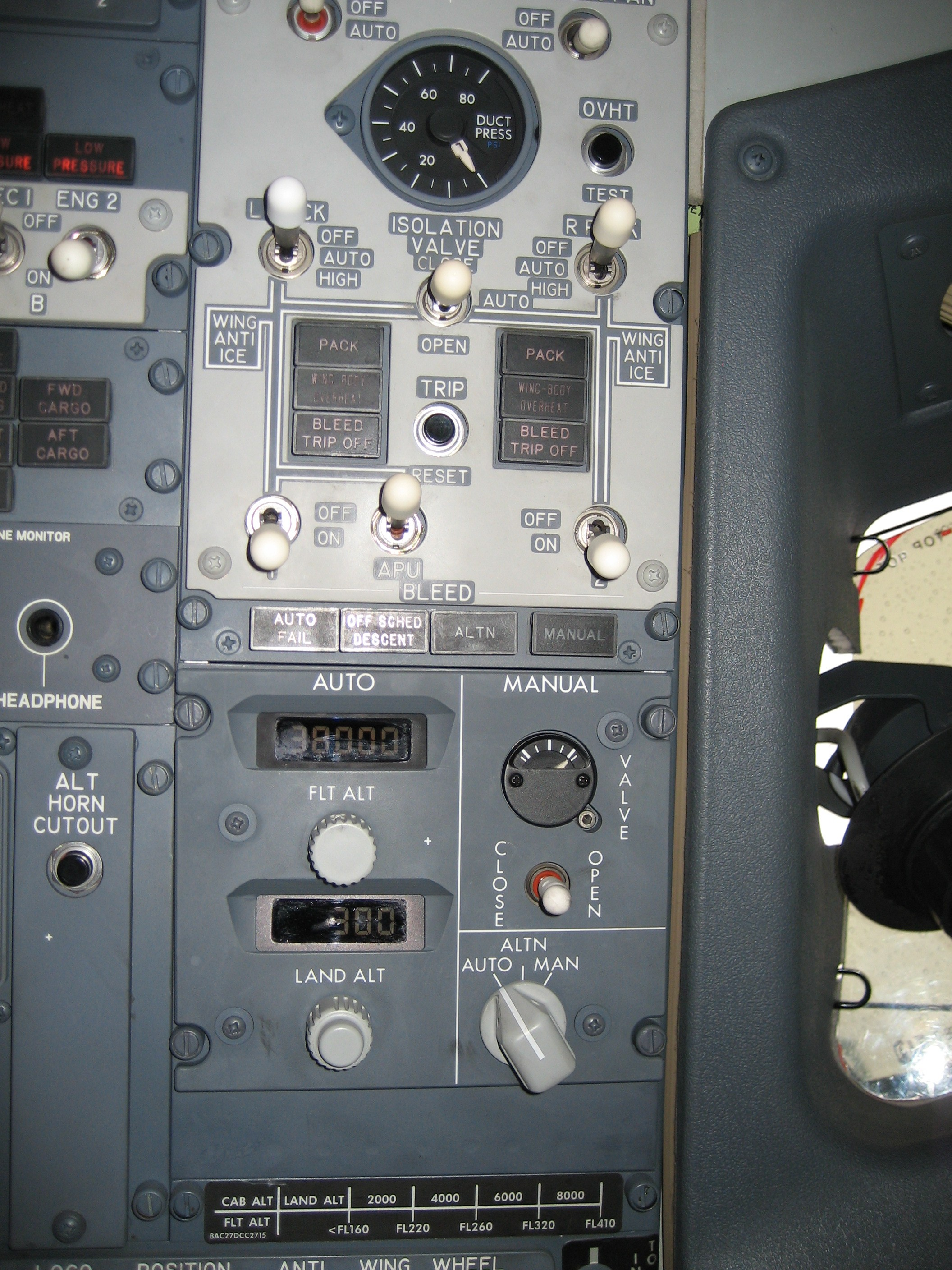
وسائل التحكم في ضغط المقصورة والهواء الدافع في طائرة بوينغ 737-800

يتمثل الاستخدام الأساسي للهواء الدافع في الطائرات التجارية المدنية في توفير الضغط اللازم في مقصورة الطائرة من خلال توصيل الهواء إلى برنامج السيطرة على الأجواء. علاوة على ذلك، يُستخدم الهواء الدافع للحفاظ على الأجزاء المهمة من الطائرة (مثل الحافة البارزة) من جناح الطائرة.
كما يتم استخدام الهواء الدافع في العديد من نظم الطائرات حيث يسهل الحصول عليه ويتميز بالجودة الشديدة ويمكن استخدامه كمصدر طاقة فعال. على سبيل المثال، تُعد بادئات توربينات الهواء المستخدمة لتشغيل المحركات النفاثة العملاقة أصغر وأخف كثيرًا من المحرك الكهربائي الذي ينتج القدر نفسه من الطاقة. يتم توليد الهواء الدافع اللازم لتشغيل المحركات من خلال وحدة طاقة إضافية (APU) خاصة بالطائرة أو محرك خارجي إذا لم يتم التمكن من تشغيل وحدة الطاقة الإضافية. وبمجرد تشغيل أحد المحركات، يمكن استخدام الهواء الدافع المنبعث منه لإدارة البادئ الموجود في المحركات الأخرى. يتم الحفاظ على ضغط مرحاض من خلال الهواء الدافع الذي ينبعث من منظم للضغط . حتى أن مسبار الهواء الخارجي في بعض الطائرات يستخدم الهواء الدافع لدفع مضخة فنتورية لجذب الهواء الخارجي إلى حجرة حساس درجة الحرارة. وقد استخدمت الطائرات النفاثة الأولى الهواء الدافع لدفع أجهزة الجيروسكوب (الخاصة بحفظ التوازن) في الأفق الصناعي الموجود في مقصورة القيادة.
وعندما يتم استخدام الهواء الدافع لحفظ الضغط في مقصورة الطائرة، فإن الهواء الدافع المنبعث من المحرك يجب أن يتم تبريده أولاً (حيث إنه يخرج من المكبس في درجات حرارة تصل إلى 300 درجة مئوية) وذلك من خلال تمريره عبر مبادل حراري هوائي حيث يتم تبريده من خلال الهواء البارد الخارجي. يتم بعد ذلك إدخال الهواء الدافع في وحدة آلة تدوير الهواء التي تتولى تنظيم درجة حرارة الهواء وتدفقه إلى المقصورة الأمر الذي يوفر أجواء مريحة للركاب.
يُستخدم الهواء الدافع أيضًا في تسخين فتحات المحرك. يتم جذب قدر صغير من الهواء الدافع من المحرك وضخه في غطاء المحرك حيث يتولى تسخين الجزء الخلفي من صندوق المروحة. وتؤدي هذه العملية إلى تفادي تراكم الثلوج ونفاذها إلى المحرك الأمر الذي قد يؤدي إلى تلف المحرك.